# جدجد أصفر الريش
جدجد أصفر الريش (الاسم العلمي: Gryllus fulvipennis) هو نوع من الحشرات يتبع جنس الجدجد من فصيلة الجداجد الحقيقية.